# Henry Augustus Rowland
Henry Augustus Rowland, ameriški fizik in astronom, * 27. november 1848, Honesdale, Pensilvanija, ZDA, † 16. april 1901, Baltimore, Maryland, ZDA.

## Življenje in delo
Rowland je leta 1870 diplomiral na Rensselaerjevi visoki tehniški šoli in je tam leta 1874 postal profesor. Nato je nadaljeval študij v Nemčiji pri von Helmholtzu. Vrnil se je v ZDA in postal leta 1876 prvi profesor fizike na Univerzi Johnsa Hopkinsa v Baltimoru, kjer je ostal do smrti.
Bil je eden izmed maloštevilni pomembnih ameriških fizikov 19. stoletja in njegovo delo na področju elektromagnetizma, ki ga doma sicer niso cenili, je v Angliji navdušeno pozdravil Maxwell. Vprašal se je, ali se električno nabit delec, ki se hitro giblje, ne vede prav tako kot električni tok in torej ne ustvarja magnetno polje. Von Helmholtz je predložil poskus, ki ga je Rowland leta 1876 tudi opravil. Pritrdil je več kosov staniola na stekleno ploščo, jih naelektril in ploščo hitro zavrtel. Sistem je povzročil odklon magnetne igle, tako kot so pričakovali, in Maxwellova domneva je bila potrjena. 20 let pozneje je dobil ta poskus še novo težo, ko se je dokončno potrdilo, kar so že dolgo sumili, da je električni tok vedno v zvezi z gibanjem snovnih električnih nabojev.
Največji sloves si je Rowland pridobil v uporabi znanosti. Optične prizme, ki so jih uporabljali že od Newtona naprej za opazovanje spektrov, so se začele umikati uklonskim mrežicam, kakršne je prvi uporabil von Fraunhofer. Ob naraščajočem pomenu spektroskopije v kemiji in astronomiji so bile potrebne čedalje točnejše mrežice, v katerih so bile vrezane črte čim bliže druga drugi in čim enakomerneje razvrščene. Naučil se je vrezovati mrežice v vbokle kovinske ali steklene površine. Tako je izdelal konkavno optično rešetko, ki se imenuje po njem. Te mrežice so bile dosti boljše od vseh dotedanjih. Dosegel je skoraj 15.000 črt na palec. Spektre zvezd so lahko izmerili veliko točneje in ker je postal zdaj daljnogled komaj kaj več kot pomočnik spektroskopa, je bil ta dosežek nadvse pomemben.
Raziskoval je Sončev spekter in je od leta 1886 do 1895 sam izdelal karto Sončevega spektra, v katerega je vnesel točne valovne dolžine kakšnih 15.000 spektralnih črt.
O njem je krožila naslednja zgodba: Ko je moral nekoč pričati pred sodiščem, je na vprašanje, kdo je največji živeči ameriški fizik, mirno imenoval samega sebe. Kasneje so ga vprašali, kako je mogel kaj takega izreči ob svoji običajni skromnosti. »Kaj pa naj bi,« je odvrnil, »saj sem bil pod prisego«. Delal je tudi na Helmholtzovem inštitutu v Berlinu, kjer je pozneje delal tudi Michelson.
Leta 1888 je objavil fotografske posnetke Sončevega spektra Photographic Map of the Normal Solar Spectrum.
Od leta 1899 do 1901 je bil prvi predsednik Ameriškega fizikalnega društva (American Physical Society, APS).
1. 1 2  Encyclopædia Britannica
2. 1 2  SNAC — 2010.
3. ↑  The Baltimore Sun, The sun — Baltimore: 1837. — ISSN 1930-8965; 2573-2536